# Federico Rodríguez Hertz
Federico Rodríguez Hertz (Rosario, 14 de diciembre de 1973) es un matemático, investigador y profesor argentino, radicado en Estados Unidos. Fue galardonado por haber logrado un progreso notable en el campo de los sistemas dinámicos.

## Biografía
Hijo de Mariana Frugoni y Adolfo Rodríguez Hertz; tiene cuatro hermanos, una es la también matemática, profesora e investigadora Jana Rodriguez Hertz. 
Ha publicado numerosos artículos de investigación en revistas. Ha servido como árbitro para varias revistas académicas, y ha participado como evaluador del Fondo Nacional de Desarrollo Científico y Tecnológico, una fundación chilena de investigación que promueve el desarrollo científico y tecnológico básico en el país. Ha impartido charlas y talleres invitados en conferencias y en instituciones académicas en los Estados Unidos, Canadá, Argentina, Brasil, Uruguay, Chile, Polonia, México, Alemania, Italia, Francia, Portugal e India. Le fue otorgado el Premio Brin, distinción matemática otorgada a los matemáticos que han logrado un progreso notable en el campo de los sistemas dinámicos.
Es profesor del Universidad Estatal de Pensilvania, y fue profesor de matemáticas en Universidad de la República en Uruguay, donde se desempeñó como docente desde 2002. Obtuvo un doctorado en el Instituto Nacional de Matemática Pura e Aplicada en Brasil en 2001.

## Premios
- 2009, recibió un Premio de la Unión Matemática de América Latina y el Caribe.[9][10]
- 2015, ganador del Premio Michael Brin.[5][6]
- 2017, Medalla Académica de la Universidad Estatal de Pensilvania.[11][12]

## Publicaciones
- Teoría moderna de los sistemas dinámicos: un tributo a Dmitry Victorovich Anosov ( ISBN 9781470425609 )
- 2005, «Ergodicidad estable de ciertos automorfismos lineales del toro», en Annals of Mathematics volumen 162-1, páginas 65-107.[13]
- 2011, con Boris Kalinin, Anatole Katok: «Rigidez de medida no uniforme», en Annals of Mathematics volumen 174-1, páginas 361-400, 2011.[14]
- 2017, con Aron Brown, Zhiren Wang: «Globalidad lisa y rigidez topológica de las acciones del enrejado hiperbólico», en Annals of Mathematics volumen 186-3, páginas 913-972.[15]